# Дерсеи
Дерсѐи, дерса̀и (Darsioi, Derraioi, Dersaioi) – тракийско племе, обитаващо равнинните части между реките Стримон и Нестос при крайбрежието на Егейско море. Според Херодот техни съседи са племената пайти, кикони, бистони, сапеи, едони и сатри, а според Тукидид – панеи, одоманти и дрои. Срещат се и с имената дарсеи и дарсии, както и с разночетенията дерзеи, дерзаи и т.н.
Смята се, че името им, както това на дероните, с които често са отъждествявани, е производно на тракийското божеско име Дерайнос, известно от едно от тракийските прозвища на Аполон – Аполон Дерайнос.